# Okręg Lublin Narodowych Sił Zbrojnych
Okręg III Lublin NSZ  – jeden z okręgów w strukturze organizacyjnej Narodowych Sił Zbrojnych (NSZ).
Okręg powstał na przełomie listopada i grudnia 1942 r. na rozkaz Komendy Głównej NSZ. Organizował go Wacław Święcicki ps. "Tuwar". Do kwietnia 1943 r. funkcjonowała Komenda Sztabu Okręgu, a od czerwca 1943 pozostałe struktury okręgu. W tym czasie liczył ok. 4,7-6 tys. żołmerzy. Strukturu okręgu przetrwały w niezmienionej formie do czerwca 1944 r.
Okręg swoim zasięgiem obejmował blisko dwie trzecie województwa lubelskiego w jego granicach z 1939 r. 
W skład okręgu wchodziło dziesięć komend powiatowych: KP Lublin, KP Janów Lubelski - Kraśnik, KP Chełm, KP Puławy, KP Biłgoraj, KP Zamość, KP Krasnystaw, KP Lubartów, KP Tomaszów Lubelski, KP Hrubieszów. 
Od czerwca do grudnia 1944 r. podejmowano bezskuteczne działania na rzecz scalenia oddziałów okręgu z Armią Krajową. 4 lutego 1945 r. z inicjatywy Komendy Okręgu III NSZ powołano Tymczasową Narodową Radę Polityczną Ziem Wschodnich jako organ polityczny i Komendę Ziem Wschodnich jako kierownictwo wojskowe. KZW faktycznie sprawowała rolę sztabu okręgu. w 1945 używał on nazwy  Okręg XVI NSZ. 6 lipca 1945 r. KZW podporządkowała się Komendzie Głównej NSZ-NZW. W ramach Narodowego Zjednoczenia Wojskowego okręg funkcjonował jako Okręg IV NSZ-NZW. 

## Komendanci okręgu
- mjr Zygmunt Broniewski "Bogucki" (marzec 1943 - 15 czerwca 1944)
- mjr Michał Kłosowski "Rola", "Ziemowit-Jan" (czerwiec 1944 - styczeń 1945)
- ppłk Tadeusz Zieliński "Dyzma" (styczeń 1945 - 6 lipca 1945).

- ppłk Tadeusz Zieliński "Dyzma" (lipiec 1945 - marzec 1946)[3]
- kpt. Anioł Kazimierz Kozłowski "Powron" (luty -listopad 1946)